# Božidar Kunc
Božidar Kunc (* 18. Juli 1903 in Zagreb; † 1. April 1964 in Detroit, Michigan) war ein kroatischer, später in den USA lebender Komponist und Pianist.

## Leben
Kunc wurde in Zagreb im damaligen Österreich-Ungarn geboren. Aus einer musikalischen Familie stammend, schrieb er seine ersten Kompositionen im Alter von 12 Jahren. Im Königreich Jugoslawien studierte er an der Musikhochschule in Zagreb, wo er ab 1929 eine Klavierklasse und ab 1941 das Opernstudio leitete. Ab 1951 war er Lehrer in New York City und begleitete seine schon vor dem Zweiten Weltkrieg übergesiedelte Schwester, die Sopranistin Zinka Milanov bei deren Tourneen und Konzerten. Er komponierte insgesamt rund 90 Werke, darunter zwei Ouvertüren, zwei Klavier- und zwei Violinkonzerte, kammermusikalische Werke, Klavierstücke, Kantaten und Lieder.